# 한희 (배우)
한희(한국 한자: 韓暿, 본명: 이자영, 1980년 9월 17일 ~ )는 대한민국의 배우이다.

## 학력
- 동덕여자대학교 방송연예학과 학사

## 출연

### 방송

#### 드라마
- 1998년 MBC 《여자 대 여자》
- 1998년 MBC 《사랑밖엔 난 몰라》
- 1999년 SBS 《토마토》
- 1999년 SBS 《카이스트》
- 1999년 SBS 《크리스탈》
- 1999년 KBS 2TV 《광끼》
- 2000년 KBS 1TV 《학교 3》 - 최수현 역
- 2001년 MBC 《MBC 베스트극장 - 키쓰》
- 2001년 KBS 2TV 《동양극장》 - 차홍순 역
- 2001년 MBC 《상도》 - 장미령 역
- 2001년 KBS 2TV 《여자는 왜?》
- 2002년 MBC 《소나기 비 갠 오후》 - 김이화 역
- 2002년 MBC 《막상막하》
- 2004년 MBC 《MBC 베스트극장 - 액션배우 정맑음》 - 수민 역

#### 시트콤
- 1999년 MBC 《아니 벌써》 ... 콸라 룸푸르(말레이시아)에 유학중이던 유학생 봉철은 역
- 1999년 KBS 2TV 《행복을 만들어 드립니다》
- 1999년 MBC 《남자 셋 여자 셋》
- 1999년 MBC 《점프》
- 1999년 SBS 《행진》
- 2000년 SBS 《골뱅이》
- 2001년 MBC 《뉴 논스톱》
- 2001년 KBS 2TV 《멋진 친구들 Ⅱ》

#### 교양
- 1999년 SBS 《내 인생의 특종》
- 1999년 SBS 《호기심 천국》

#### 예능
- 1998년 MBC 《테마게임》
- 1999년 HBS 《통통클럽》 - MC
- 1999년 SBS 《좋은 친구들》
- 1999년 SBS 《기쁜우리 토요일》
- 1999년 MBC 《코미디 닷컴》

#### 어린이
- 2001년 KBS 1TV 《TV유치원 하나둘셋》

#### 기타
- 2019년 ~ 유튜브 《캠핑포인트》

### 영화
- 2003년 《오! 해피데이》

### 뮤직비디오
- 2000년 윤현석 - 〈Love〉
- 2000년 이동윤 - 〈Friend〉
- 2000년 임현정 - 〈고마워요〉
- 2000년 홍경민 - 〈널 보내며〉
- 2003년 테이크 - 〈Baby Baby〉

### 광고
- 1998년 지에닉화장품
- 1999년 손해보험협회
- 1999년 아시아나항공
- 1999년 매일유업
- 1999년 버거킹 와퍼
- 2000년 유아이앤닷컴
- 2000년 동아오츠카 포카리스웨트
- 2001년 SK텔레텍 스카이 투윈키티 (지면 광고)
- 2001년 신세기통신 B017 (극장 광고)
- 2002년 좋은사람들 보디가드
- 2012년 한국비엔씨 큐젤